# Insula Hokkaidō
Hokkaidō (北海道?), cunoscută și ca Ezo sau Yezo, este cea mai nordică insulă a Japoniei și a doua insulă ca mărime din arhipelagul japonez. Ea corespunde prefecturii cu același nume, ce-și are reședința la Sapporo. 